# Hans-Friedrich Neumeyer
Hans-Friedrich Neumeyer (* 18. Juli 1903 in Zürich; † 24. Juli 1973 in Egloffstein) war ein deutscher Unternehmer.

## Herkunft
Hans-Friedrich Neumeyer war der Sohn von Hedwig Husslein (1878–1933) und Fritz Ludwig Neumeyer (1875–1935), dem Gründer des Motorradherstellers Zündapp (Zünder-Apparatebau-Gesellschaft m.b.H). Hans-Friedrich Neumeyer heiratete 1933 Margot Pemsel. Gemeinsam hatten sie einen Sohn, Dieter Neumeyer (1931–1989).

## Unternehmertätigkeit
Schon seit 1931 leitete Hans-Friedrich Neumeyer Zündapp, ehe er im Jahr 1935, nach dem Tod seines Vaters, gemeinsam mit seiner Schwester Elisabeth Inhaber und Gesellschafter der Firma wurde. Das Unternehmen entwickelte sich erfolgreich weiter, vor allem dank der von Richard Küchen entworfenen Motoren, die ein modernes Motorrad-Design zeigten. Bis 1937 konnte Zündapp so seinen Marktanteil auf 17,9 Prozent ausbauen.
Im Zweiten Weltkrieg ließ Neumeyer eine schwere Zweizylinder-Maschine mit Beiwagen-Antrieb sowie den unbemannten Kleinstpanzer Goliath fertigen. Zudem entwickelte Zündapp Flugmotoren. Nach Kriegsende wurden zunächst nur Müllerei- und Nähmaschinen produziert. 1947 begann Neumeyer in Nürnberg wieder mit dem Motorradbau und konnte mit neuen Modellen (z. B. den Grünen Elefanten) an alte Erfolge anknüpfen. Doch die Motorradabsatzkrise Mitte der 1950er Jahre sowie der Führerscheinzwang für Zweiräder über 50 cm3 brachten Probleme für das Unternehmen. Der zurückgehende Absatz konnte durch die Produktion des Rollermobils Janus sowie von Kleinstmotorrädern im Werk München nicht völlig kompensiert werden. 1958 musste Neumeyer das Nürnberger Werk an Bosch verkaufen und den Nähmaschinenbau abstoßen. Immerhin gelang es, Zündapp wieder an die Spitze der deutschen Zweiradindustrie zu bringen. 1963 übernahm Hans-Friedrich Neumeyers Sohn Dieter die Leitung von Zündapp.